# 朱尔·韦罗
朱尔·皮埃尔·韦罗（法語：Jules Pierre Verreaux，1807年8月24日—1873年9月7日）是法国的植物学家、鸟类学家以及专业的自然史标本收藏家与交易家。他是自然学家爱德华·韦罗的兄长，自然学家和探险家皮埃尔·安托万·德拉朗德的外甥。